# 林柱機
林柱機（Matthew Thomas Lam，1989年9月10日—），生於加拿大愛民頓，港荷混血兒，加拿大足球運動員，司職進攻中場，父親為香港人而母親則是荷蘭人，現時自由身。

## 早年生活
林柱機生於加拿大中西部艾伯塔省愛民頓，父親為香港人，而母親則是荷蘭人。他持有加拿大及荷蘭雙重國籍。
他於17歲時加盟荷蘭著名球會阿積士青年軍，期間與現時熱刺球員艾達韋列特做隊友，並為阿積士青年軍贏過荷蘭青年聯賽。
兩年後他原本有機會留在荷蘭當地規模較少的球會落班，但他選擇離開遠赴英國，最終在錫菲聯獲得隨隊操練的機會，更與現時曼城後衛基爾獲加當一年隊友，惟當時阿積士與錫菲聯未能就轉會的條件及補償達成協議，結果林柱機無緣留英發展。
2008年11月，他代表加拿大U20國家隊上陣。

## 球會生涯

### 傑志
在英國待上一年後，林柱機前往希臘，塞爾維亞，克羅地亞和德國試腳，最終他在2009年於克羅地亞甲組聯賽球會塞斯维特展開職業球員生涯。直至2011年回歸家鄉加盟當地球會愛民頓，期間於2011年被外借予日本J2聯賽球會千葉市原。
2013年2月，林柱機來港發展，通過失業球員條例，在正常轉會窗限期過後加盟甲組冠軍球會傑志，並申請香港身份證，成為第五名回流香港聯賽的華裔本地球員。由於他持有香港身份證，所以能夠以本地球員身份註冊本地賽事，惟還未持有香港特區護照的他不能以本地球員身份出戰國際賽或亞洲球會級賽事。
同年3月17日，傑志主場對和富大埔的聯賽，由於傑志需要留力應付亞協盃賽事，在國際賽不符合本地球員的林柱機首度為傑志登場，而他更在完半場前在禁區內第一時間施射，可惜皮球被對方門將李瀚灝雙手撲出，直至半場後由佐迪入替。到5月18日，他在對南區的季後附加賽中，在82分鐘直射罰球入網，取得職業生涯首個入球，協助傑志鎖定2–0的勝局。直到季尾，他取得其職業生涯首項錦標，助傑志以不敗姿態奪得聯賽冠軍。
其後，林柱機在傑志多番轉換教練下，不論在朱志光，加西亞或摩連拿麾下都能穩住正選位置，更於2016年10月28日對香港飛馬的高級組銀牌8強中，職業生涯首度梅開二度，協助傑志大勝3–0。到季尾他再協助傑志重奪港超聯冠軍。

### 理文
直到2018年1月，傑志為征戰亞冠盃分組賽，選擇回收及羅致數名中前場球員，令到不能以本地球員出戰亞洲球會賽事的林柱機被外借到港超聯球會理文至季尾，並在1月11日與理文進行首課操練，
在1月14日，理文對夢想FC的聯賽，林柱機因隊友利馬受傷而在42分鐘後備入替，首度為理文上陣，結果協助理文以1–0勝出，其後他在1月20日對標準流浪的聯賽，首度代表理文正選上陣並踢足全場，結果同樣協助理文以2–0勝出，其後他在3月10日對冠忠南區的聯賽，於開賽10分鐘即在禁區頂抽破網，取得外借後的首個入球，可是最終理文以1–2落敗。

### 富力R&F
2019年7月25日，林柱機加盟富力R&F。

### 冠忠南區
2021年5月3日，林柱機在自由身逾半年後，加盟冠忠南區至季尾，並穿上21號球衣。

### 東方龍獅
2021年夏天，林柱機加盟香港超級聯賽球隊東方龍獅。

## 家庭生活
林柱機尚未滿20歲便與未婚妻在愛民頓的足球社區中結緣，惟當年未婚妻在加拿大地讀大學時，林柱機卻遠在荷蘭追求自己的足球夢，直至他邀請未婚妻來港共同生活。
林柱機未婚妻從前在加拿大亦愛踢足球，更在愛民頓參與高水平的足球賽事，而且曾短暫跟隨加拿大國家青年軍一起集訓，不過最終她卻在足球和學業間選擇後者。現在她來港後亦有為港會女子隊效力。他的女兒在2017年9月20日在港出生。

## 榮譽
傑志
- 香港超級聯賽冠軍（2014–15）
- 香港甲組足球聯賽冠軍（2013–14季度）
- 香港聯賽盃冠軍（2014–15季度）
- 香港足總盃冠軍（2014–15、2016–17、2018-19季度）
- 香港高級組銀牌冠軍（2016–2017季度）

## 外部連結
- 香港足球總會網站球員註冊資料